# Günter Brandl
Günter Brandl (* 6. August 1962 in Regensburg) ist ein ehemaliger deutscher Fußballspieler. Zuletzt war er von November 2019 bis Juni 2022  Co-Trainer beim TSV 1860 München.

## Karriere
Brandl arbeitete auf mehreren Positionen beim oberpfälzischen Verein SSV Jahn Regensburg. Zunächst fungierte er jahrelang als Trainer der Jahn-Amateure, bis er am 18. November 2003 für den entlassenen Ingo Peter als Interimstrainer in der 2. Bundesliga angestellt wurde.
Nach zwei Siegen gegen den LR Ahlen und den Karlsruher SC wurde er am 1. Januar 2004 fest als Trainer verpflichtet. Bis zum 27. Spieltag (2:1-Sieg für den Jahn gegen den Favoriten 1. FC Nürnberg) sah es so aus, als würde Brandl mit dem Verein den Klassenerhalt schaffen. Zu diesem Zeitpunkt wurde sein Vertrag vorzeitig um zwei Jahre verlängert. Aus den letzten 7 Spielen konnte er allerdings nur 3 Punkte holen, was dazu führte, dass der SSV Jahn Regensburg wieder in die Regionalliga Süd abstieg. Am Ende der Saison (30. Juni 2004) trennte man sich wieder von ihm. Seine Bilanz als Zweitliga-Trainer weist 6 Siege, 8 Unentschieden und 8 Niederlagen auf. Er arbeitete noch kurze Zeit als Scout und Trainer der C-Jugend weiter, bis er vom Verein entlassen wurde. Daraufhin trainierte Brandl einige Zeit die Frauenfußballmannschaft des SC Regensburg, die in der 2. Bundesliga der Frauen spielte.
Im Sommer 2007 begann Brandl, den Freien TuS Regensburg zu trainieren, den er bereits von 1994 bis 1997 als Spielertrainer betreute. Dort schaffte er den erstmaligen Vereinsaufstieg in die Bayernliga.
Ab März 2011 war er als Trainer und Sportlicher Leiter beim SV Burgweinting tätig und schaffte den Aufstieg in die siebtklassige Bezirksliga. In der Saison 2012/2013 schaffte er mit Burgweinting den Aufstieg in die Landesliga Mitte. Des Weiteren trainierte er mehrere Jugendmannschaften beim SV Burgweinting.
In der Spielzeit 2016/2017 trainierte er den FC Amberg in der Bayernliga, wurde im Januar 2017 aber entlassen. Danach war Brandl beim Bezirksligisten SpVgg Hainsacker als Trainer tätig. Im November 2019 wechselte er als Co-Trainer zum TSV 1860 München, wo er Michael Köllner assistierte.
Seit 2024 ist er Cheftrainer der 1. Mannschaft des SV Wenzenbach Lkr. Regensburg.